# Zhang Lan
Zhang Lan (ur. 2 kwietnia 1872, zm. 9 lutego 1955) – chiński polityk, wieloletni przywódca Chińskiej Ligi Demokratycznej.
Pochodził z Nanchong w prowincji Syczuan, z rodziny należącej do konfucjańskiej elity. Otrzymał tradycyjnie wychowanie i zdał egzaminy urzędnicze. Od wczesnej młodości związany ze stronnictwem reformatorskim skupionym wokół Lianga Qichao. W 1902 roku był jednym z rządowych stypendystów wysłanych na studia do Japonii, został jednak odesłany do kraju po tym, jak publicznie nawoływał do usunięcia cesarzowej-regentki Cixi. Po powrocie do Chin pracował jako nauczyciel; wśród jego uczniów znalazło się wielu późniejszych chińskich przywódców, m.in. Zhu De i Luo Ruiqing.
W 1911 roku był jednym z przywódców oporu przeciw planowej przez rząd nacjonalizacji linii kolejowej w Syczuanie, która pośrednio doprowadziła do republikańskiej rewolucji Xinhai. Sam Zhang nie brał aktywnego udziału w rewolucji, będąc zwolennikiem wprowadzenia w Chinach monarchii konstytucyjnej. W 1916 roku wziął udział w kampanii przeciw dyktatorskim zapędom prezydenta Yuan Shikaia. Animator życia politycznego i kulturalnego w Syczuanie, w 1920 roku był przez krótki okres gubernatorem tej prowincji, a w 1928 roku został wybrany rektorem uniwersytetu w Chengdu.
Po wybuchu w 1937 roku wojny chińsko-japońskiej wszedł w skład Ludowej Rady Politycznej, organu doradczego rządu. Krytykował politykę prowadzoną przez Kuomintang. W 1944 roku został wybrany na przewodniczącego nowo powstałej Chińskiej Ligi Demokratycznej, której przewodził do swojej śmierci w 1955 roku. Po zdelegalizowaniu ChLD przez rząd Czang Kaj-szeka jako jeden z nielicznych jej przywódców nie uciekł do Hongkongu i pozostał w Szanghaju, gdzie został umieszczony w areszcie domowym.
Uwolniony w połowie 1949 roku przez agentów KPCh wyjechał do Pekinu, gdzie wszedł w skład Ludowej Politycznej Konferencji Konsultatywnej Chin. Po utworzeniu Chińskiej Republiki Ludowej był w latach 1949-1954 jednym z wiceprzewodniczących Centralnego Rządu Ludowego.